# Huey Pierce Long
Pour les articles homonymes, voir Long.
 (janvier 2015).
Si vous disposez d'ouvrages ou d'articles de référence ou si vous connaissez des sites web de qualité traitant du thème abordé ici, merci de compléter l'article en donnant les références utiles à sa vérifiabilité et en les liant à la section « Notes et références ».
Huey Pierce Long Junior, surnommé « The Kingfish », né le 30 août 1893 à Winnfield et mort assassiné le 10 septembre 1935 à Baton Rouge, est un homme politique américain, populiste de gauche. Démocrate sudiste, il fut gouverneur de Louisiane de 1928 à 1932 et sénateur de ce même État au Congrès des États-Unis de 1932 à 1935. Leader charismatique devenu une légende en Louisiane en sa qualité de défenseur des pauvres, sa gouvernance fut néanmoins caractérisée par une forte propension à l'autoritarisme, la corruption et la démagogie.
Avocat de formation, il est élu pour la première fois en Louisiane, dont il devient gouverneur en 1928, appliquant un programme progressiste et mettant en place un programme de travaux publics pour faire face à la crise de 1929. Il remplace dans l'administration les fonctionnaires présents par des personnes lui étant fidèles, celles-ci lui reversant une partie de leurs revenus ; il s'associe également à certains représentants de la mafia voulant développer leurs casinos dans son État. À la suite d'une procédure d'impeachment déclenchée contre lui par ses opposants politiques, il combat inexorablement ses adversaires, abusant de ses fonctions pour propager ses idées.
En 1930, il est élu candidat au Sénat par le Parti démocrate, candidature qu'il a lancée pour continuer son programme de travaux publics, en butte à l'opposition de la Chambre des représentants. Après son élection au Sénat, il retarde sa prise de fonction pour rester gouverneur jusqu'en janvier 1932 ; ayant ensuite fait élire un fidèle au poste de gouverneur, sa mainmise sur la Louisiane reste incontestable, l'électorat le soutenant toujours. Il se rapproche de Roosevelt à l'élection présidentielle de 1932, puis s'en éloigne, jugeant Roosevelt trop proche de la haute finance ; celui-ci le juge extrêmement dangereux, comparable à Hitler ou Mussolini, et tente de l'écarter, en vain. Long s'oppose aux mesures du New Deal, qui favorise selon lui trop les grandes industries et les banques fédérales ; il soutient toutefois le projet de loi sur les banques, amendé.
Début 1935, l'opposition de Louisiane, forte du soutien de deux anciens gouverneurs et du maire de La Nouvelle Orléans, tente de s'insurger contre un pouvoir dénoncé comme dictatorial. Long, en réaction, fait intervenir la Garde nationale, décrète la loi martiale et interdit dès lors toute critique sur le gouvernement de l'État. Continuant à centraliser les pouvoirs dans les mains du gouverneur, il fonde un comité de censure de la presse, en crée un autre pour nommer les observateurs des bureaux de vote, et abroge la poll tax, augmentant considérablement l'accès aux urnes. Il annonce au printemps son intention d'être candidat à la primaire démocrate de l'élection présidentielle de 1936.
Il est mortellement blessé par Carl Weiss, gendre d'un de ses adversaires politiques, le 8 septembre 1935 ; il meurt deux jours plus tard. Certains fidèles tentent ensuite de perpétuer l'héritage du longisme, mais sans succès. Son frère cadet, Earl Kemp Long, devient également gouverneur de Louisiane par trois fois. La vie de Huey Pierce Long a inspiré à l'écrivain Robert Penn Warren le roman Les Fous du roi, qui remporte le Pulitzer de la fiction, et est adapté par trois fois au cinéma et à la télévision.

## Biographie
Né à Winnfield en Louisiane le 30 août 1893, ce fils de fermiers devient avocat puis est élu en 1918 dans sa Louisiane natale à la State Railroad Commission, un organisme qui sous sa férule devient la Commission de la Fonction Publique (en), où il ne manque pas une occasion d'attaquer Standard Oil et son patron, John Davison Rockefeller.

### Gouverneur

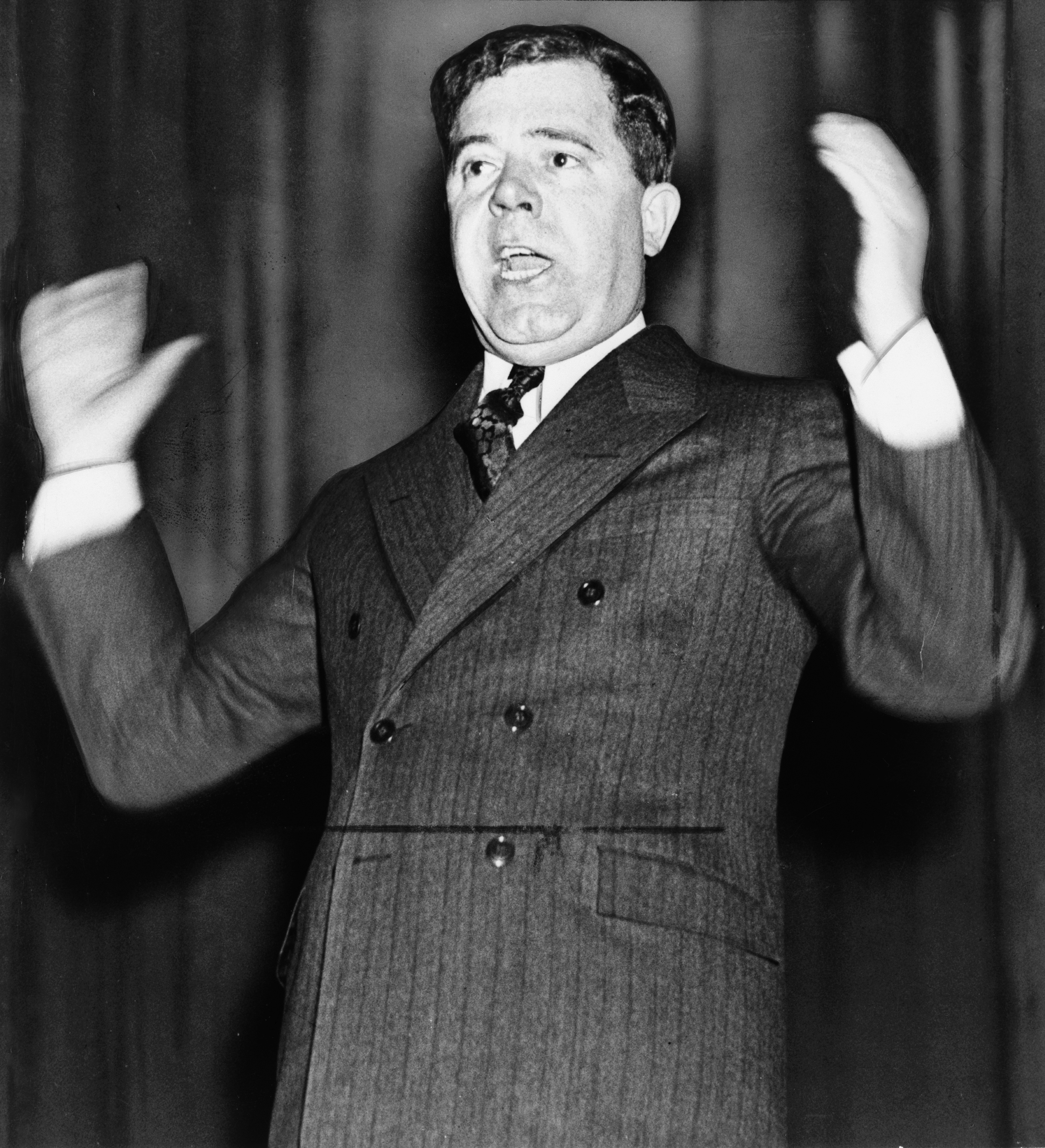
Long lors d'un discours, dont la gestuelle, selon ses détracteurs, a une troublante ressemblance avec celle d'Hitler.

Après un échec en 1924, il est élu gouverneur de Louisiane en 1928, dès le premier tour, par 43,9 % des suffrages exprimés (126 842 voix) avec un programme progressiste (développement du réseau autoroutier, construction de ponts, augmentation des crédits pour l'éducation, gratuité des livres scolaires, plus grande aide médicale, taxation des revenus pétroliers et imposition des grosses compagnies). La division de ses adversaires, représentés par le démocrate Riley J. Wilson (en) et le gouverneur sortant, Oramel H. Simpson, également démocrate, explique sa victoire dès le premier tour. Son élection a marqué un transfert des forces politiques de Louisiane, auparavant dominées par les grands propriétaires terriens, les hommes d'affaires et les représentants de l'industrie pétrolière, vers les petits propriétaires et les fermiers.

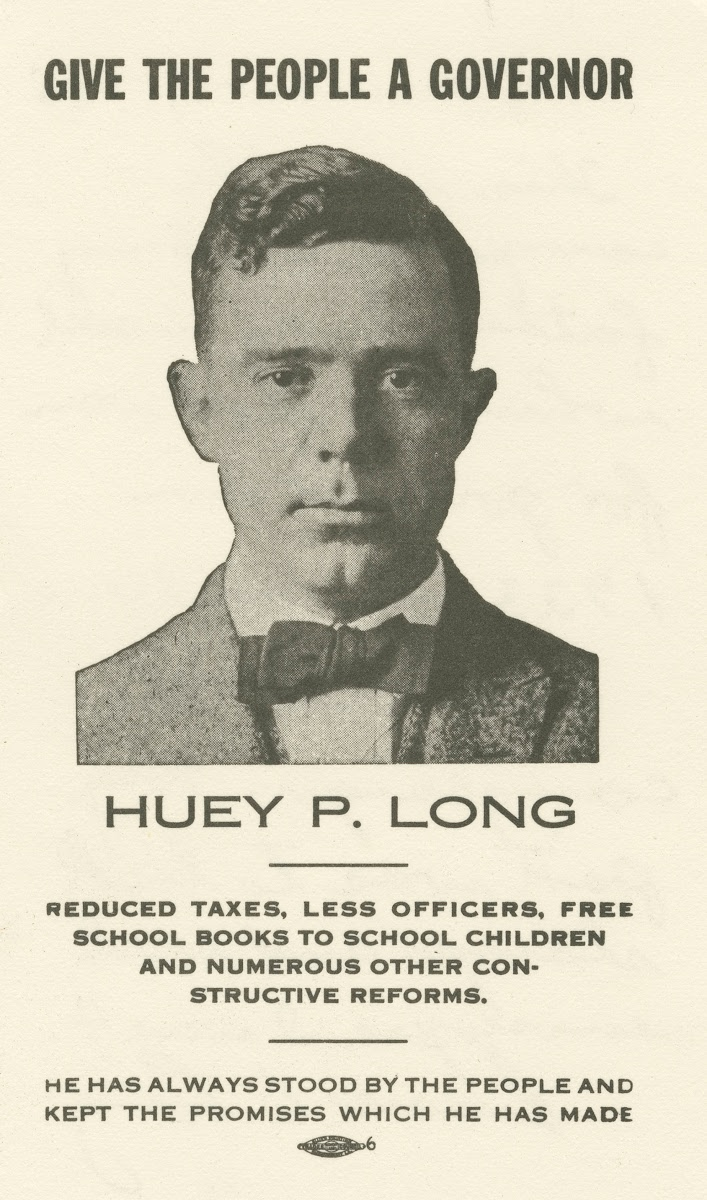
Long aux élections gouvernorales de 1924.

Les progressistes avaient précédemment obtenu un score flatteur à la présidentielle de 1924, leur candidat, Robert M. La Follette, obtenant même 16,5 % des voix et gagnant dans l'État du Wisconsin.
Une fois au pouvoir, Long épure l'administration en y plaçant ses hommes selon le spoils system. Il instaure alors un système de clientélisme et de « racket », ponctionnant les revenus de tous les fonctionnaires lui devant leur emploi. Il met en place un grand programme de travaux publics pour faire face à la crise (routes, hôpitaux, écoles, construction d'un nouveau Capitole de Louisiane, de la Old Louisiana Governor's Mansion (en), digue du lac Pontchartrain, etc.). Comme Roosevelt plus tard, Long fait un large usage de la radio et du téléphone, demandant à ses auditeurs d'« appeler cinq de [leurs] amis en leur disant que Huey est sur les ondes ».
Il s'associe également à la Mafia, en particulier avec Meyer Lansky, l'organisation criminelle voulant exploiter des hôtels-casinos en Louisiane. Après la fuite de Frank Costello de New York, chassé par le maire Fiorello La Guardia élu en 1933, il invite ce dernier à La Nouvelle-Orléans afin de partager les revenus des salles de jeux clandestins.

### Impeachment
Son programme économique et social lui vaut l'opposition de l'élite de Louisiane. En 1929, après avoir proposé une taxe sur la production de pétrole raffiné (un nickel par baril), fortement critiquée par la Standard Oil, le député démocrate Cecil Morgan (en), dont le père a été licencié par Long en raison de son opposition, tente de mener une procédure d'impeachment contre le gouverneur, l'accusant entre autres de blasphème, corruption des députés régionaux, détournement de fonds, etc. Au total, son groupe d'adversaires, le Dynamite Squad, formé de représentants de l'élite locale proche de la faction dite des Old Regulars (en), l'accuse de 19 chefs d'accusation, dont la tentative d'assassinat du démocrate Jared Y. Sanders, Jr. (en), fils de l'ancien gouverneur de Louisiane avant la guerre, Jared Y. Sanders, Sr.. Long tente d'ajourner le débat avec l'aide du Speaker (en) de la Chambre John B. Fournet (en), futur chief justice de la Cour suprême de Louisiane. La séance, connue sous le nom de Bloody Monday, finit en pugilat, certains députés étant accusés d'avoir porté des poings américains. Finalement, Long réussit à convaincre, à une voix près, un groupe de députés de s'opposer à la tentative d'impeachment.
À la suite de cette tentative, Long devient impitoyable envers ses adversaires, usant de tous ses pouvoirs en tant que chef de l'exécutif local. Il fonde un journal, le Louisiana Progress (en), afin de porter sa voix, contraignant les entreprises souhaitant obtenir des marchés publics à y acheter des pages de publicité. Menacé de mort, il s'entoure également en permanence de gardes du corps.

### 1930-1931

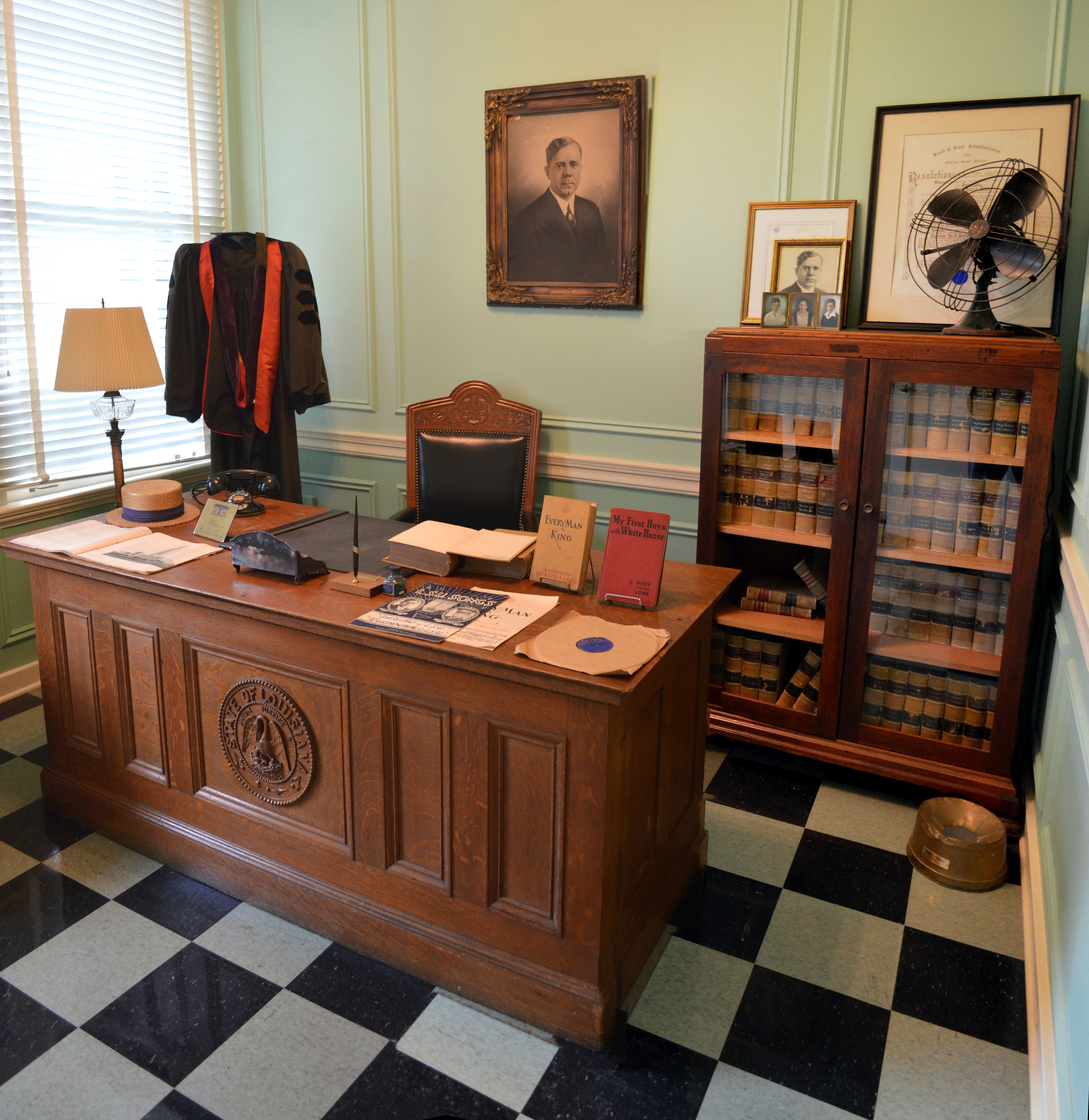
Le bureau de Long au cours de son mandat de gouverneur.

En 1930, la Chambre s'oppose à son programme de construction de routes et à d'autres initiatives. En réponse, il se présente aux primaires du Parti démocrate du 9 septembre 1930 pour les sénatoriales fédérales, transformant l'élection en plébiscite sur sa personne. Battant de loin son rival sortant Joseph E. Ransdell (en) (57,3 % contre 42,7 %), il décide cependant d'ajourner la prise de son siège au Sénat fédéral en restant gouverneur jusqu'en janvier 1932, quelques mois à peine après la fin de son mandat de gouverneur. Il a alors coutume de dire : « avec Ransdell comme sénateur, le siège était de toute façon vacant ».
Plébiscité par l'électorat, il est en position de force pour négocier avec son adversaire principal, la Regular Democratic Organization (en), passant un accord avec son leader, le maire de La Nouvelle-Orléans T. Semmes Walmsley (en). En échange de son soutien économique à la ville (construction du pont Huey Long (en) au-dessus du Mississippi, du Lakefront Airport (en), etc.), il obtint le soutien de cette tendance démocrate jusqu'à l'automne 1933. Cela lui permet de faire voter une loi taxant l'essence, d'augmenter le budget consacré à l'éducation, de soutenir la construction du Capitole et de consacrer 75 millions de dollars à l'infrastructure routière, permettant notamment la construction de la Airline Highway (en) entre La Nouvelle-Orléans et Bâton-Rouge. Son architecte préféré, Leon C. Weiss (en), conçoit non seulement le Capitole, mais aussi le Charity Hospital (en), largement financé par l'État fédéral dans le cadre du programme Federal Emergency Administration of Public Works (future Public Works Administration), ainsi que de nombreux bâtiments du système éducatif.
Ces grands travaux font du réseau routier et autoroutier de Louisiane l'un des plus modernes du pays. Il augmente également le nombre d'étudiants inscrits à l'Université d'État de Louisiane (LSU) de 1 600 à 4 000, faisant de celle-ci la 11e université nationale. Il promeut ainsi une politique d'accession à l'éducation supérieure des classes populaires.

### 1931-1934
En octobre 1931, son adjoint et rival, Paul N. Cyr (en), l'accuse de rester illégalement à son poste de gouverneur et se proclame gouverneur. Long fait appel à la Garde nationale pour empêcher le coup d'État et porte plainte devant la Cour suprême de Louisiane contre Cyr, l'accusant d'avoir de facto abandonné son poste de gouverneur-adjoint en s'auto-proclamant gouverneur. La Cour lui donne raison, et son dauphin Alvin Olin King devient son adjoint. Aux élections locales de janvier 1932, c'est son dauphin, Oscar K. Allen, qui est triomphalement élu gouverneur avec l'appui des soutiens politiques de Long et de la base électorale de la tendance Old Regular du Parti démocrate, Long ayant accepté de siéger au Sénat fédéral. Censé être écarté de la scène de Louisiane, Long y reste de fait une figure décisive, maintenant le gouverneur Allen sous son contrôle étroit et n'hésitant pas à le moquer en public ou à occuper ses bureaux lors de ses séjours fréquents à Bâton-Rouge. En 1933, Anne Ector Pleasant, ancienne première dame de l'état enquête à son sujet, le soupçonnant de népotisme. Il l'insulte publiquement, la qualifiant de « femme ivre et médisante », ce qui amène la plaignante à lui réclamer des dommages et intérêts. Il engage ensuite des hommes de main pour tenter d'intimider la plaignante, ce qui pousse Anne Pleasant à doubler le montant des dommages et intérêts réclamés, puis tente de faire classer la plainte au motif qu'une femme mariée n'a plus de personnalité juridique, puisqu'elle est sous coverture. Le magistrat chargé de l'affaire repousse la demande de classement sans suite car il y a déjà eu des précédents. Cependant, le décès accidentel d'Anne Pleasant en septembre 1934 met fin aux poursuites. 
Il parvient ainsi à réformer la structure administrative de Louisiane à partir de 1934, afin d'augmenter les pouvoirs du gouverneur au détriment des circonscriptions locales, en particulier de La Nouvelle-Orléans, d'Alexandria et de Bâton-Rouge, et octroyant un pouvoir de nomination général du gouverneur sur les fonctionnaires locaux.
Huey Long soutient Roosevelt à la présidentielle de 1932, mais se brouille ensuite avec lui, le jugeant trop lié à la haute finance. Il s'attire alors les foudres du monde de la haute finance qui le qualifie même de « fasciste », tandis que Roosevelt le qualifie, avec le général Douglas MacArthur, d'un des deux hommes les plus dangereux des États-Unis. Roosevelt, qui le compare également à Adolf Hitler et Benito Mussolini, tente de l'écarter en demandant une enquête de l'IRS (le fisc), qui affecte plusieurs de ses subordonnés mais manque Long lui-même.
Il fonde alors, en 1934, le mouvement Share Our Wealth Long (en), proposant une concession rurale pour chaque famille américaine, un revenu annuel de 2 500 $, et un impôt sur la fortune sur les revenus de plus de 5 millions de $ et les revenus annuels de plus de 1 million de dollars (soit respectivement 64,5 millions et 84,7 millions d'euros actuels [réf. nécessaire]). Il fonde aussi un journal national, l'American Progress (en), pour soutenir sa personne. Dirigé par le révérend Gerald L. K. Smith (en), futur fondateur du groupe antisémite Christian Nationalist Crusade (en), le mouvement Share our Wealth connaît un succès foudroyant : un an à peine après sa fondation, il compte 27 000 clubs et plus de 7 millions d'adhérents[réf. nécessaire].
Long s'oppose à la Réserve fédérale, au National Industrial Recovery Act qu'il considère comme un cadeau fait aux grandes entreprises et au projet de loi de Glass sur les banques, accusant celui-ci de favoriser les banques fédérales au détriment des banques locales ; en 1933, il soutient, après amendements, le Glass-Steagall Act qui réforme le système bancaire. Il se déclare par ailleurs anti-communiste, fondant son programme sur la Bible et la Déclaration d'indépendance. Il débat en 1934 avec le représentant du Parti socialiste d'Amérique, Norman Thomas, défendant son programme contre le projet socialiste.

### 1935

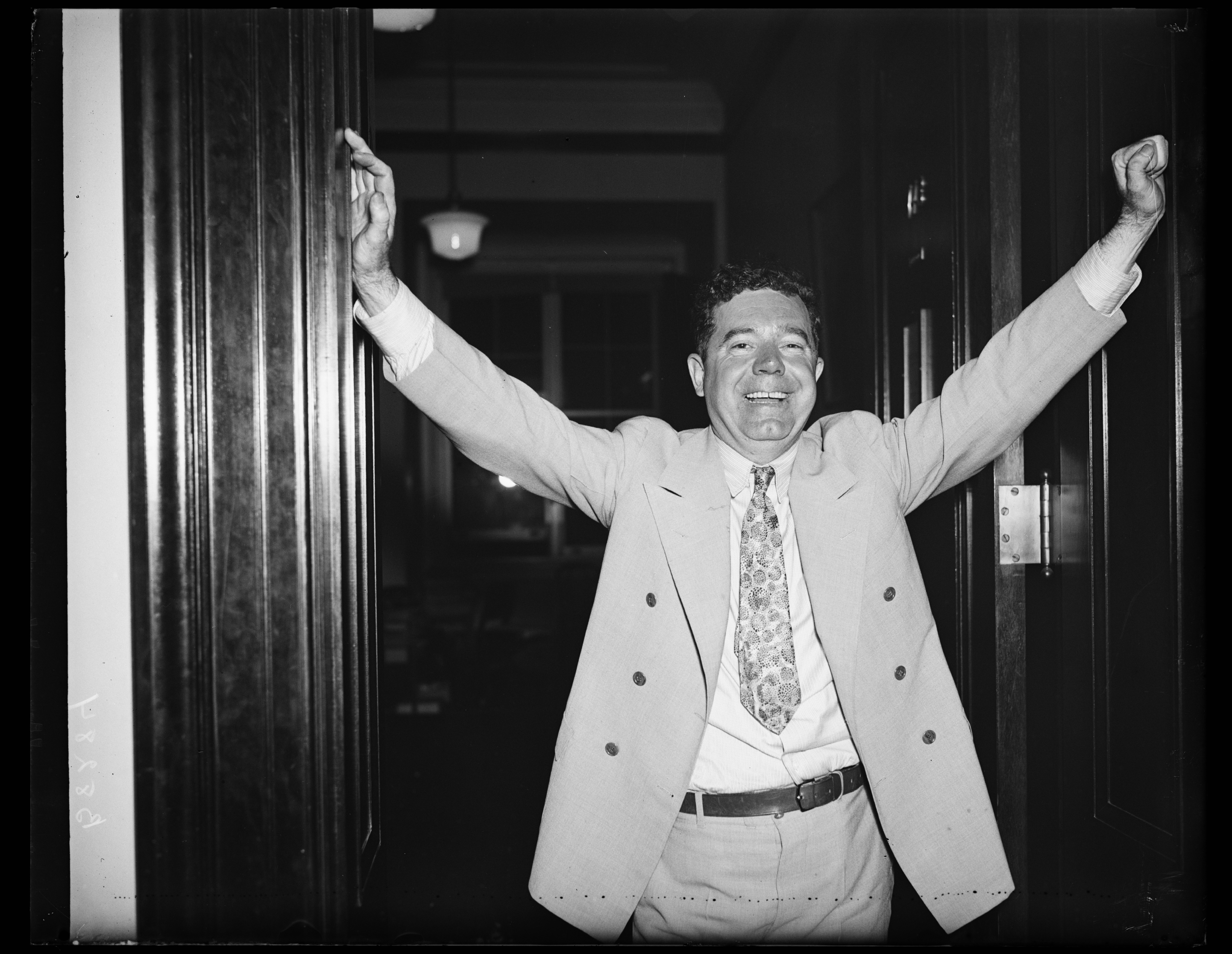
Long, épuisé après un interminable discours au Congrès des Etats-Unis - août 1935.

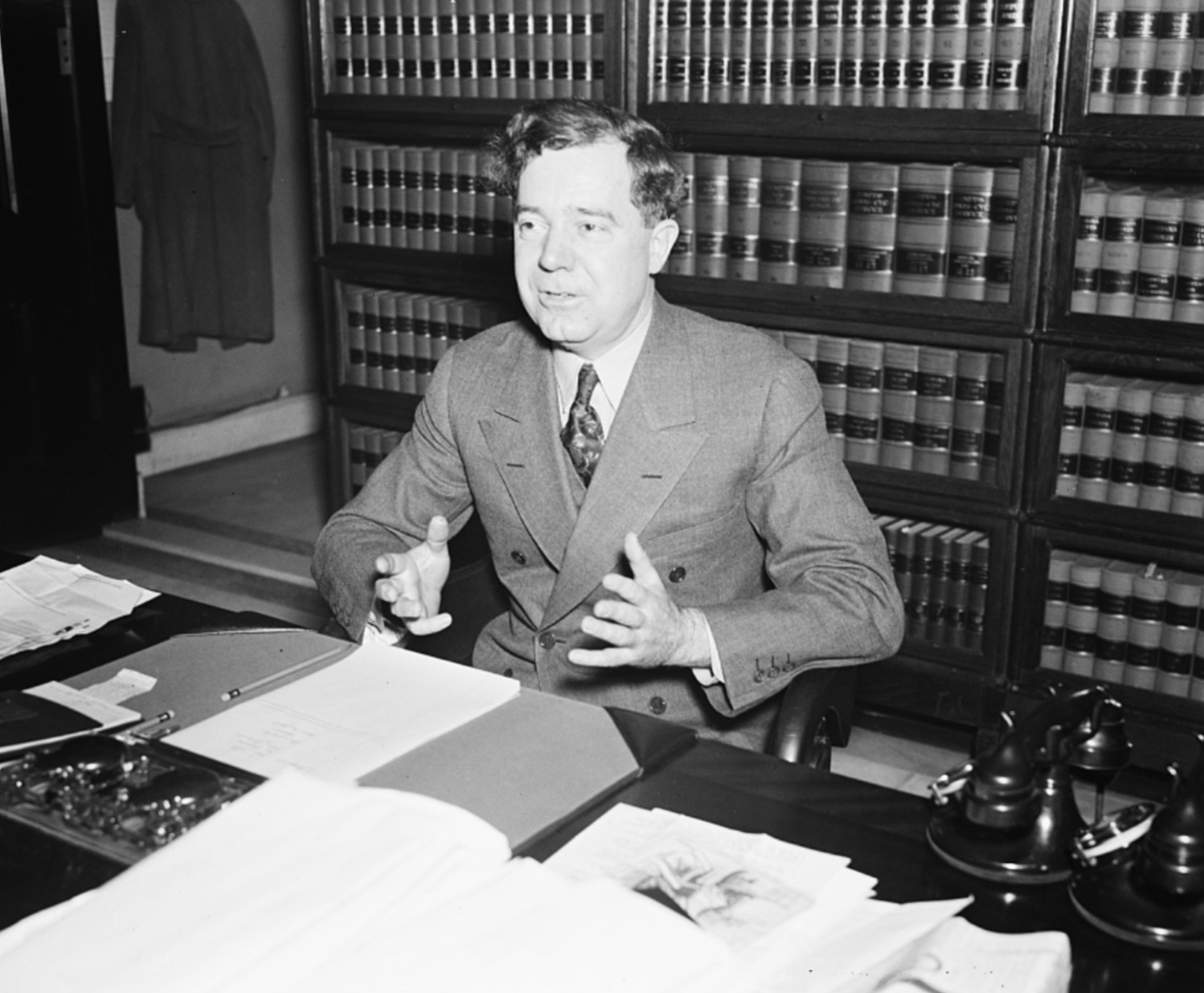
Long parlant de derrière son bureau au Capitole, 1935.

L'opposition de Louisiane à Long s'organise en 1935 autour du Square Deal Association, qui dénonce sa soudaine fortune personnelle et commence à parler d'insurrection contre son pouvoir jugé dictatorial. La coalition comprend entre autres les ex-gouverneurs John M. Parker et Ruffin G. Pleasant et le maire de La Nouvelle-Orléans T. Semmes Walmsley (en). Le 25 janvier 1935, deux cents hommes armés dirigés par cette coalition prennent de force la paroisse de Baton Rouge Est, Long appelant de nouveau la Garde nationale à la rescousse et faisant décréter la loi martiale, interdisant les rassemblements publics de plus de deux personnes et toute critique du gouvernement de Louisiane. La troupe tire sur les insurgés, faisant seulement un blessé.
À l'été 1935, il fait passer de nouvelles lois centralisant à nouveau les pouvoirs au profit du gouverneur de Louisiane et retirant la quasi-totalité de ses pouvoirs au maire de La Nouvelle-Orléans. Il crée ainsi un comité chargé de la publication, ayant pouvoir d'interdire l'édition de journaux jugés non-coopératifs, centralise les prêts autour d'un comité étatique, et crée un nouveau comité chargé de nommer tous les observateurs dans les bureaux de vote. Il abroge également, en 1935, la poll tax qui établissait de fait un suffrage censitaire, augmentant de 90 % le nombre d'inscrits sur les listes électorales.

### Assassinat

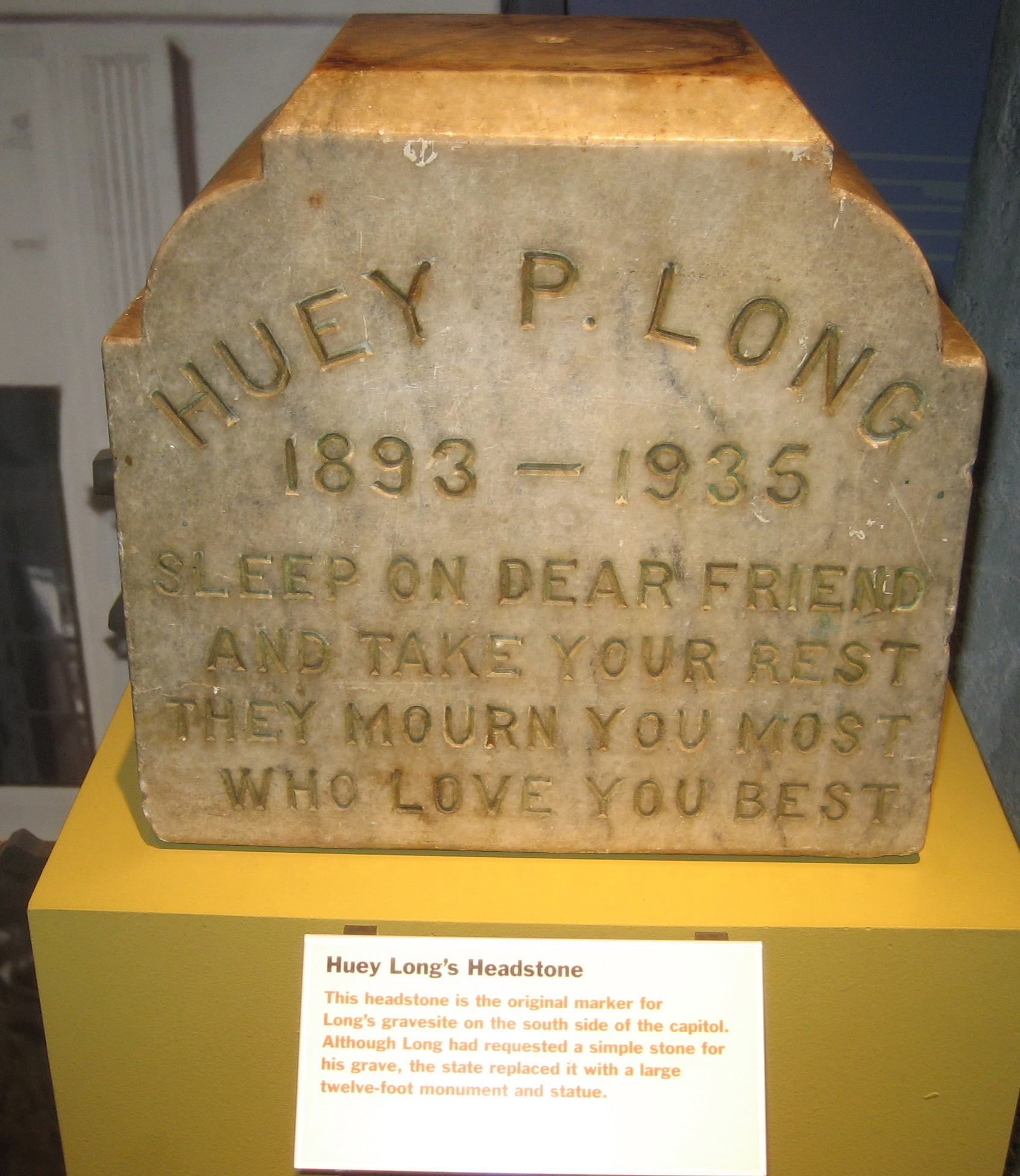
La tombe originale de Huey P. Long au Louisiana State Museum.

Après une tournée nationale au printemps 1935, il annonce son intention de devenir candidat à la primaire démocrate pour la présidentielle de 1936, mais il est assassiné le 8 septembre 1935 au Capitole de Louisiane, à Baton Rouge — les marques des balles y sont toujours visibles sur le mur. Blessé grièvement par Carl Weiss (gendre de l’un de ses ennemis, belliciste notoire) qui utilise un pistolet automatique Browning M1910, il succombe deux jours plus tard, le 10 septembre. Ses derniers mots sont « Seigneur, ne me laissez pas mourir, j'ai tant de choses à accomplir ». Le révérend d'extrême-droite Gerald L. K. Smith (en) prononce son oraison funèbre, à laquelle assistent des dizaines de milliers de personnes.

### Postérité
Après sa mort, des proches de Huey Long tentent de reprendre son mouvement sous le nom d'Union Party, lui rendant une apparence plus populiste, et présentent comme candidat le républicain William Lemke, mais celui-ci ne connaît jamais la popularité de son prédécesseur et ne récolte que 2 % des voix. Son livre, My First Days in the White House (en), écrit peu avant sa mort, est publié de façon posthume.
Selon ses biographes T. Harry Williams et William Ivy Hair, en se présentant à l'élection de 1936, Long avait en fait comme objectif, plutôt que de se faire élire président — ce qu'il pensait irréalisable — de gêner Roosevelt et de créer un troisième parti à partir d'une scission du Parti démocrate, en s'appuyant sur des figures de l'extrême-droite comme le prédicateur Charles Coughlin ou l'agrarien d'Iowa Milo Reno. Cette scission aurait empêché l'élection de Roosevelt au profit du candidat républicain, mais Long pensait ainsi pouvoir être élu en 1940.
Son frère, Earl Kemp Long, fut également gouverneur de Louisiane. Sa femme, Rose McConnell Long (1892-1970), fut sénatrice de Louisiane de 1936 à 1937. Son fils, Russell B. Long a été sénateur de Louisiane de 1948 à 1987.

## Hommages

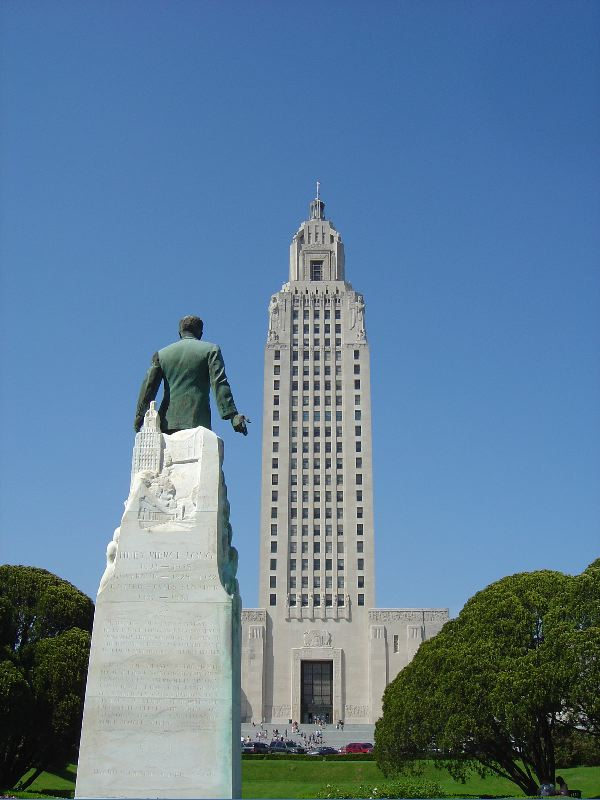
Statue de Huey Long devant le capitole de Louisiane à Baton Rouge.

En 1937, le dessinateur Al Taliaferro nomma un des neveux de Donald Duck (Riri, Fifi et Loulou en français), « Huey » (les deux autres s'appelant « Dewey » en référence au gouverneur républicain de New York Thomas Dewey, et « Louie » en référence à un animateur de Disney, Louis Schmitt).

## Dans la culture populaire
La vie de Huey Pierce Long a inspiré le roman de Robert Penn Warren All the King’s Men (titre en français Les Fous du roi) qui remporta le prix Pulitzer en 1946, ouvrage qui sera adapté à la télévision par Sidney Lumet en 1958 et à deux reprises au cinéma : une première fois par Robert Rossen en 1949 avec Broderick Crawford dans le rôle de Willie Stark, alias Huey Long ; et la seconde en 2006 par Steven Zaillian avec Sean Penn dans ce même rôle, aux côtés de Jude Law et de Kate Winslet.
Il a également inspiré la pièce de théâtre intitulée Willie Stark de 1981 du Houston Grand Opera ainsi qu'un film de Raoul Walsh en 1953.
La vie de Earl Kemp Long (26 août 1895 – 5 septembre 1960), frère cadet de Huey Long, à son tour devenu trois fois gouverneur de Louisiane (1939–1940, 1948–1952, et 1956–1960), a également inspiré le cinéma avec Blaze de Ron Shelton en 1989, film avec Paul Newman (dans le rôle de Earl Long) d'après le livre Blaze Starr: My Life as Told to Huey Perry, biographie de Blaze Starr, ancienne stripteaseuse et compagne de Earl Long, interprétée dans ce film par Lolita Davidovich.
Un documentaire produit sur sa personne a été réalisé par Ken Burns en 1985.